# 神田清夏
神田 清夏（かんだ さやか、8月9日 - ）は日本の女性声優、マルチタレント。趣味はクッキング、音楽、ゲーム、麻雀。東京の中野にあるホビーバープロフェッサーTKのスタッフとしても活動している。

## 人物
- 尊敬する声優は林原めぐみ
- 子供の頃は考古学者になりたかった。

## 出演作品

### 劇場版アニメ
- 劇場版ベルセルク黄金時代篇Ⅱドルトレイ攻略（貴婦人）

### 吹き替え
- タイタニック2012（アシュリー）
- 推奴～チュノ～（ジェニ）

### ネットゲーム
- 魔境奇談（サヨ）

### ドラマCD
- ココロサワイデ（小春）